# Ezüst akácia
Az ezüst akácia (Acacia dealbata) a hüvelyesek (Fabales) rendjébe, ezen belül a pillangósvirágúak (Fabaceae) családjába tartozó faj.

## Előfordulása
A Délkelet-Ausztráliához tartozó Új-Dél-Wales, Victoria és Tasmania államok, hegyvidéki vízmosásai, patakpartjai mentén fordul elő.

## Alfaja
- Acacia dealbata subsp. subalpina Tindale & Kodela

## Megjelenése
Terebélyes, kúpos, 20 méter magasra megnövő örökzöld fa. Kérge sima, zöld vagy kékeszöld, az idős példányoké csaknem fekete. A levelei kétszeresen szárnyaltak, 12 centiméter hosszúak. A levélkék keskenyek, ép szélűek, kékeszöldek és 5 milliméteresek finoman molyhosak. A virágok aprók, illatosak, sárga szirmúak, számos feltűnő porzóval. Gömbszerű fejecskékbe tömörülnek, melyek hajtásvégi bugákba állnak. Tél végén tavasz elején nyílnak. A termése lapos, 7,5 centiméter hosszú, zöld, kékeszöld, éretten barna hüvely.

## Képek

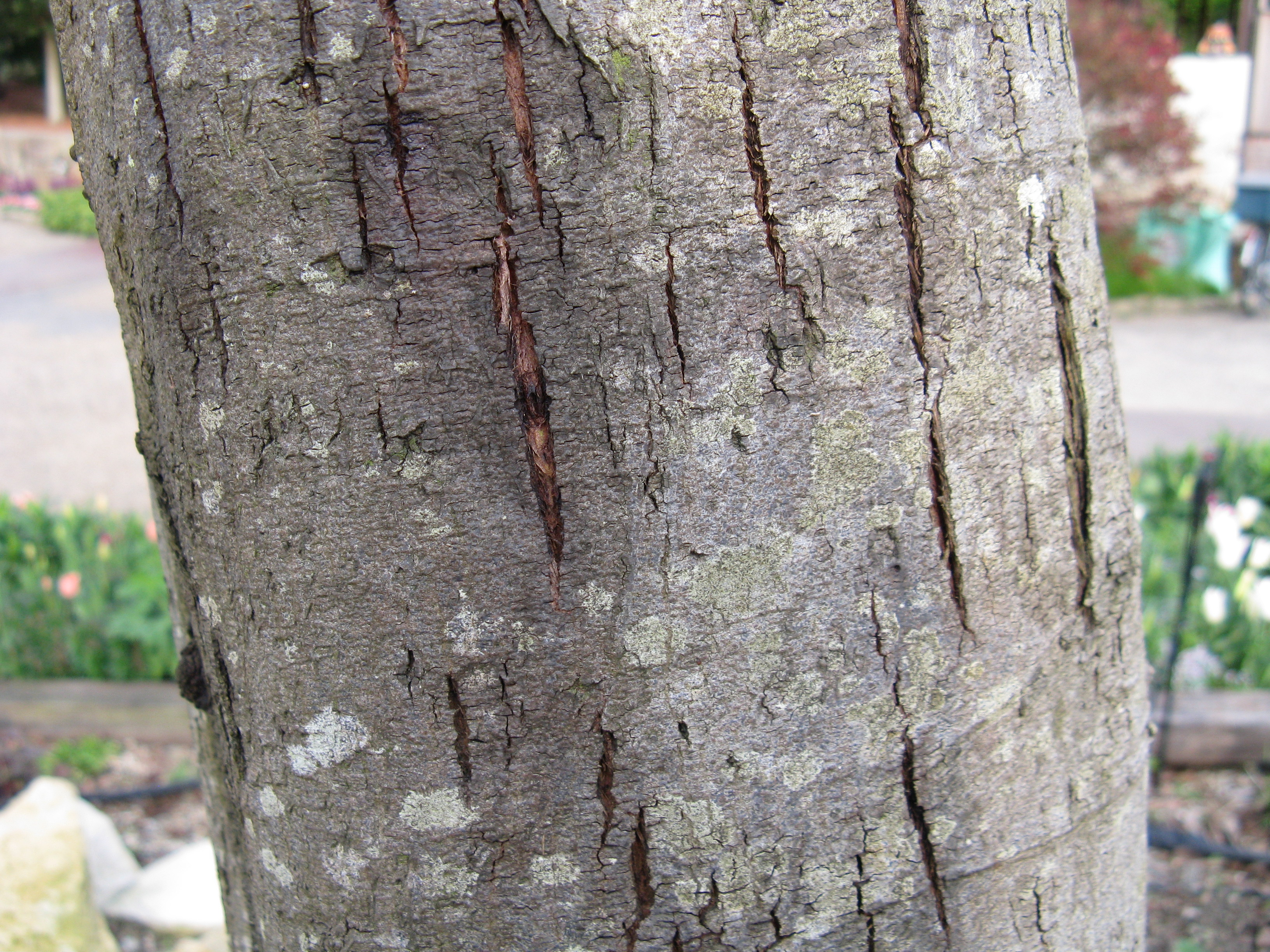
Kérge
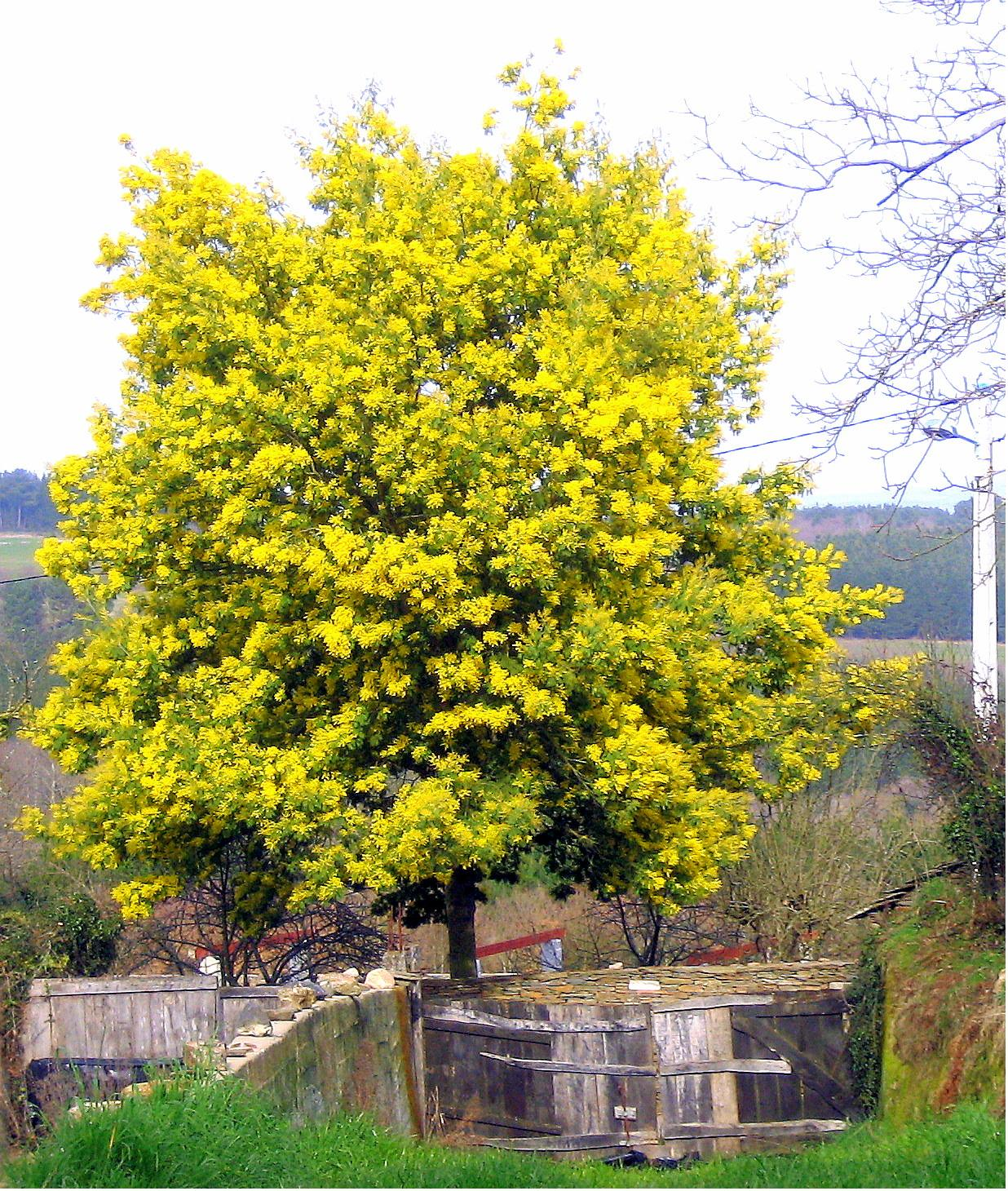
Fiatal fa virágzáskor
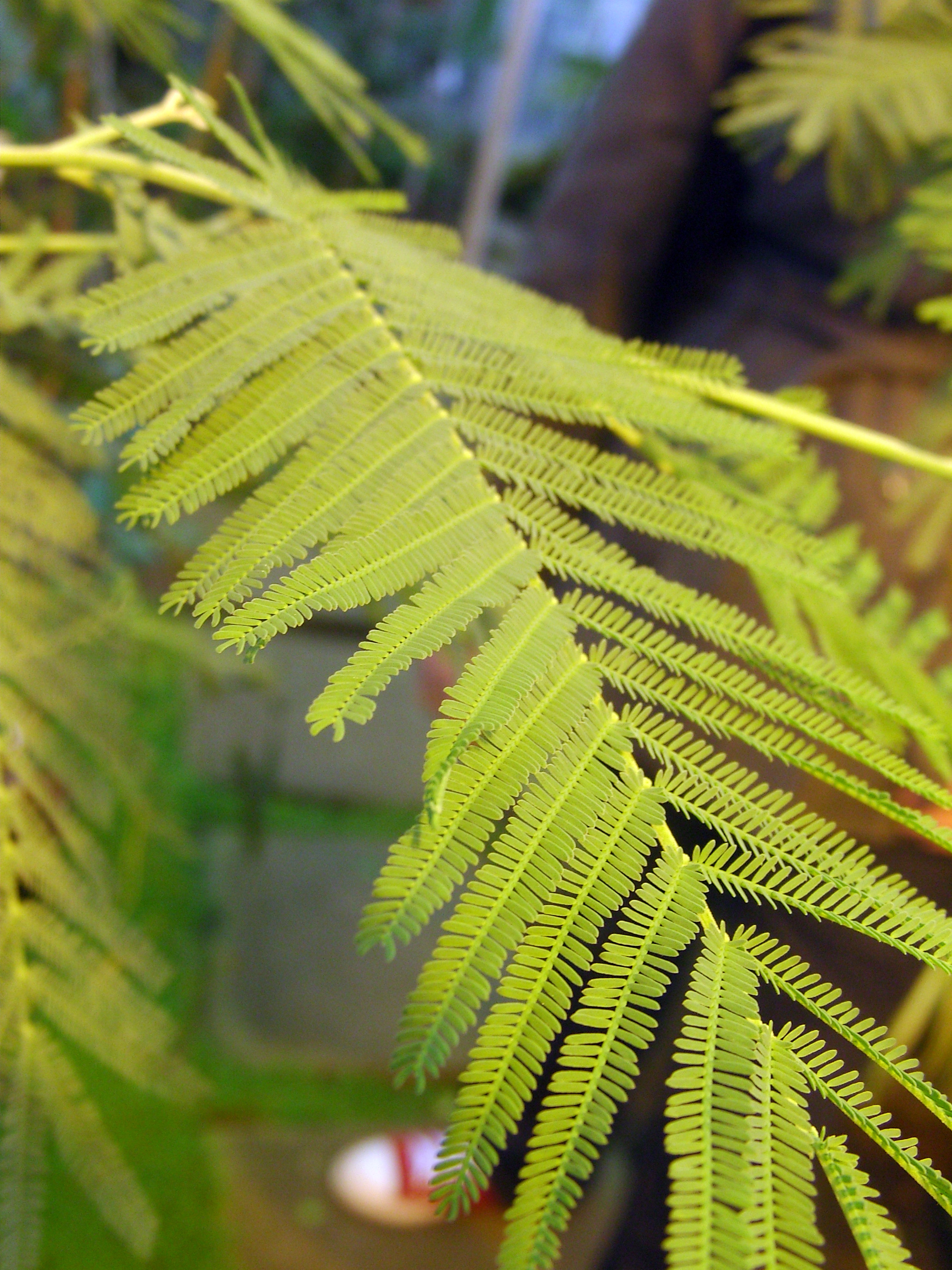
Levele
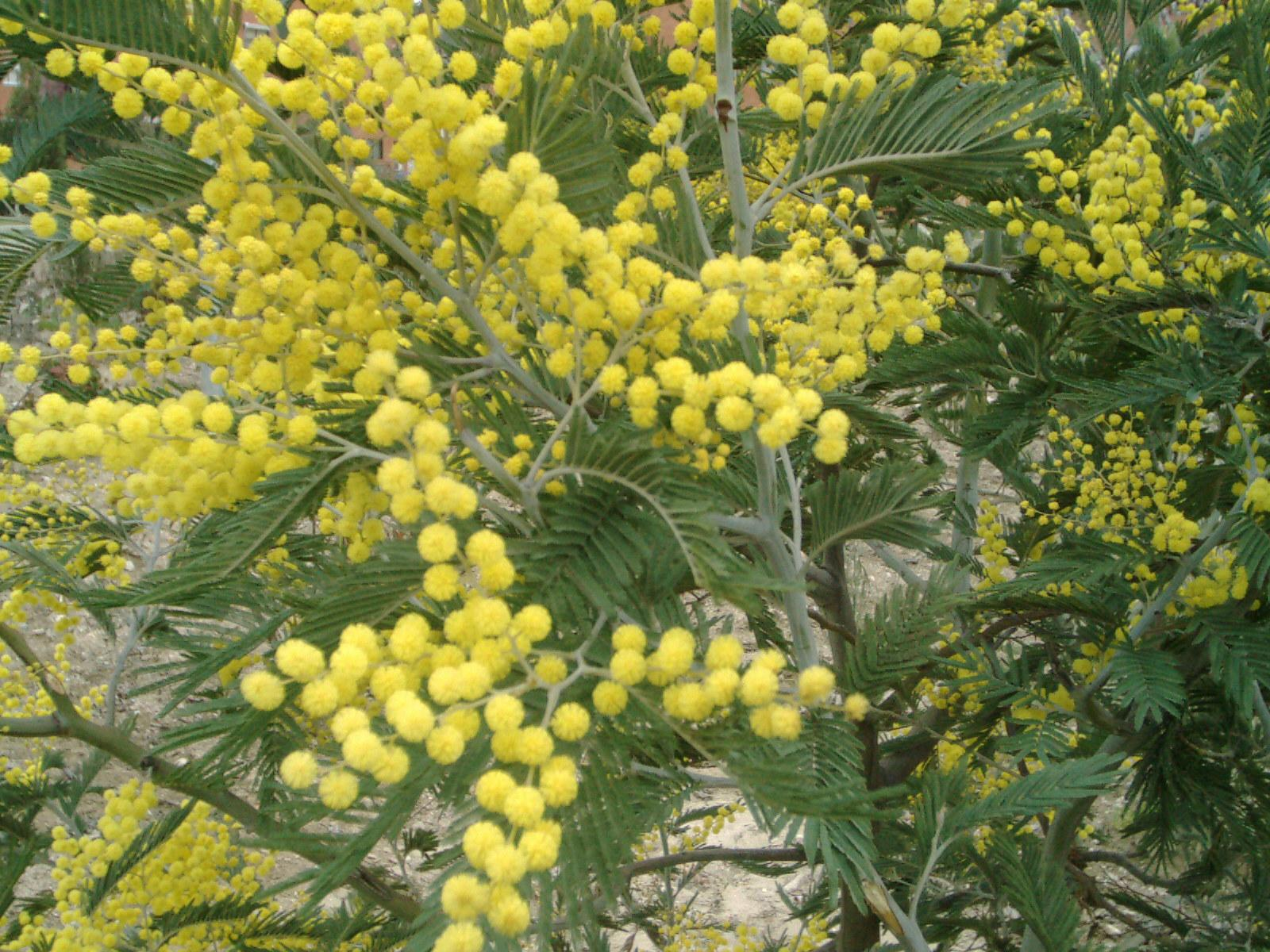
Virágzata
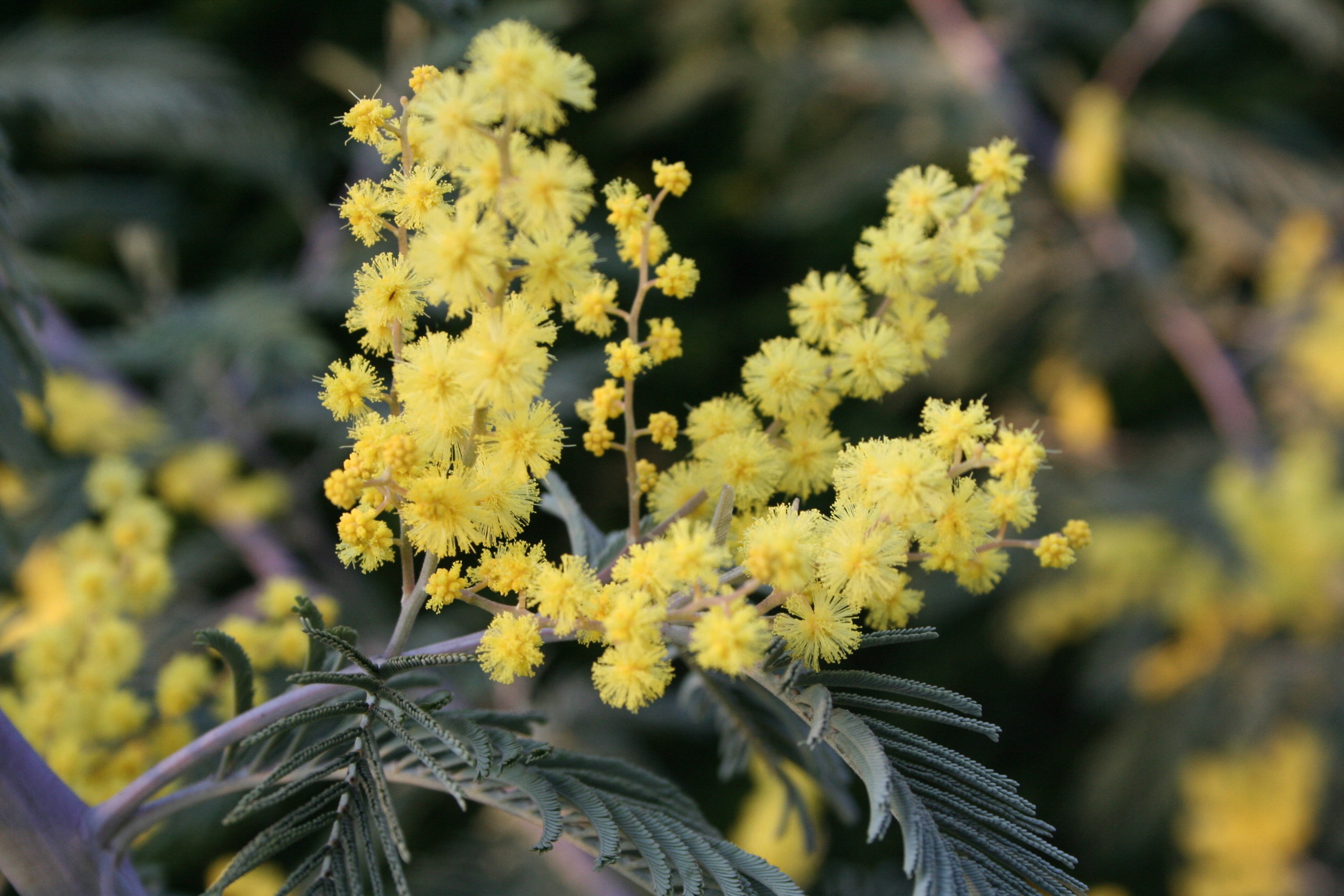
Virágai közelről
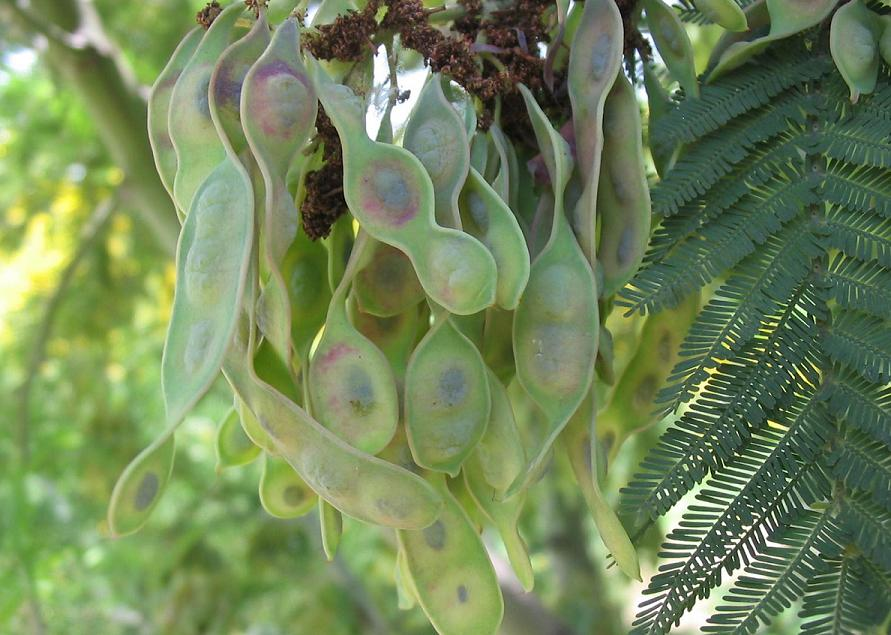
Termése